# Scopula pastoraria
Scopula pastoraria är en fjärilsart som beskrevs av Joannis 1891. Scopula pastoraria ingår i släktet Scopula och familjen mätare. Inga underarter finns listade.